# أميرة إدراحي
أميرة إدراحي وُلِدت (في 15 شهر أكتوبر، عام 1986) وهي سباحة ليبية، تخصصت في مسابقات السباحة الحُرة

## المسيرة المهنية
تأهلت أميرة لمًسابقة السباحة الحُرة 50 متر سيدات بالأوليمبيات الصيفية لعام 2004 بأثينا، وذلك عن طريق تلقي مقعد عالمي من الإتحاد العالمي للسباحة، لبدء المسابقة التاسعة والثلاثين.
وفي أوليمبياد 2004، شاركت ضد سباحتين أخرتين وهما دولّي اختر من بنجلاديش ومونيكا باكِل من الكونغو، وقد سجلت زمن 34,67 لتحظى بالمركز الأخير عن الاخريات وبفارق أربعة ثواني عن الفائزة اختر.
لم تنجح إدراحي في التأهُل للدور قبل النهائي، حيث سجلت مجموع 70 ثانية دوناً عن 75 من السباحات الأخريات، وذلك في اليوم الأخير من مقدمة المسابقة.
وكانت مشاركتها الأوليمبية بمثابة الظهور الأول للسباحات الليبيات منذ ظهور سُعاد ونادية فيزاني بمسابقة الأوليمبياد الصيفية بموسكو 1980

## روابط خارجية
- أميرة إدراحي على موقع الاتحاد الدولي للسباحة (الإنجليزية)
- أميرة إدراحي على موقع أوليمبيديا (الإنجليزية)